# Източна провинция (Замбия)
Източната провинция е една от провинциите на Замбия. Граничи със съседните на Замбия държави Мозамбик и Малави. На територията на провинцията са разположени националните паркове на Замбия: Южна Луангва, Луамбе, Лукусузи и др. Площта на източната провинция е 69 106 км², а населението, според изчисления за 1 юли 2019 г., е 2 012 895 души. Столицата ѝ е град Чипата. Източната провинция е разделена на 8 района.